# Szent Paraszkiva-templom (Erdőfelek)
Az erdőfeleki Szent Paraszkiva-templom műemlékké nyilvánított épület Romániában, Kolozs megyében. A romániai műemlékek jegyzékében a  CJ-II-m-A-07613 sorszámon szerepel.